# Plagodis atrox
Plagodis atrox är en fjärilsart som beskrevs av Hans Zerny 1908. Plagodis atrox ingår i släktet Plagodis och familjen mätare. Inga underarter finns listade i Catalogue of Life.